# Marcus Gräser
Marcus Gräser (* 25. Februar 1964 in Bad Vilbel) ist ein deutscher Historiker und Professor für Neuere Geschichte und Zeitgeschichte an der Universität Linz.

## Leben
Gräser begann im Wintersemester 1984/85 ein Studium der Geschichte an der Johann-Wolfgang-Goethe-Universität Frankfurt am Main. Er belegte im Hauptfach Mittlere und Neuere Geschichte und wählte Soziologie und Politikwissenschaft als Nebenfächer. Im Juni 1989 legte er die Magisterprüfung ab. Marcus Gräser wurde mit einer Arbeit über das Thema Der blockierte Wohlfahrtsstaat. Unterschichtjugend und Jugendfürsorge in der Weimarer Republik 1993 bei Lothar Gall promoviert.
Gräser war zwischen April 1993 und Februar 1995 freiberuflich als Historiker mit Werkvertrag am Wetterau-Museum Friedberg beschäftigt und arbeitete an der Erschließung von Quellen zur regionalen Sparkassengeschichte. Zwischen März 1995 und Dezember 1995 war er Postdoktorand am DFG-Graduiertenkolleg „Staatlichkeit“ der Universität Gießen, danach arbeitete er zwischen Januar 1996 und Dezember 1999 als wissenschaftlicher Mitarbeiter am Zentrum für Nordamerika-Forschung der Universität Frankfurt am Main, wobei er im DFG-Projekt „Armut und kommunale Sozialreform in den USA und in Deutschland 1880–1940“ bei Hans-Jürgen Puhle angestellt war. 1996/97 war Gräser Visiting Scholar an der University of Chicago, danach von 1997 bis 1999 Mitglied im Direktorium des Zentrums für Nordamerika-Forschung der Universität Frankfurt am Main. Er arbeitete zudem von 1998 bis 2005 als Lehrbeauftragter am Historischen Seminar der Universität Frankfurt am Main. Zudem hatte er von 2000 bis 2001 ein Habilitandenstipendium der Deutschen Forschungsgemeinschaft und war im März 2002 Visiting Fellow des David Bruce Centre for American Studies der Keele University. Nachdem er zwischen Oktober 2002 und Jänner 2003 Research Fellow am Internationalen Forschungszentrum Kulturwissenschaften in Wien sowie von März bis Mai 2004 Postdoc Fellow des Deutschen Historischen Instituts Washington war, habilitierte er sich im Mai 2005 an der Universität Frankfurt am Main und erhielt die Lehrbefugnis für das Fach Neuere Geschichte.  Gräser arbeitete in der Folge als Privatdozent am Historischen Seminar der Universität Frankfurt am Main und war im Jahr 2006 Fellow des Deutschen Historischen Instituts in Washington/National Endowment for the Humanities. Zudem war er zwischen August und Dezember 2006 Fellow am Ludwig Boltzmann Institut für Europäische Geschichte und Öffentlichkeit in Wien und 2006/2007 Visiting Scholar an der University of Chicago. Er arbeitete ab März 2008 als wissenschaftlicher Mitarbeiter am Zentrum für Nordamerika-Forschung der Universität Frankfurt am Main. 2009 und 2010 vertrat Gräser die Professur für Nordamerikanische Geschichte an der Ruprecht-Karls-Universität Heidelberg. Von 2010 bis 2011 wirkte er als stellvertretender Direktor des Deutschen Historischen Instituts Washington, DC. Seit Oktober 2011 lehrt Gräser als Professor für Neuere Geschichte und Zeitgeschichte an der Johannes Kepler Universität Linz. Seit 2020 gibt er im Böhlau Verlag zusammen mit Dirk Rupnow (Innsbruck) die „Zeitgeschichtliche Bibliothek“ heraus, in der Arbeiten zur österreichischen und internationalen Zeitgeschichte veröffentlicht werden.

## Werke (Auswahl)

### Monographien
- Der blockierte Wohlfahrtsstaat. Unterschichtjugend und Jugendfürsorge in der Weimarer Republik. (= Kritische Studien zur Geschichtswissenschaft, Bd. 107). Göttingen, Vandenhoeck & Ruprecht, 1995.
- Das Mathildenstift in der Wetterau. Sparkassengeschichte und Regionalgeschichte. Darmstadt, Gesellschaft für Hessische Wirtschaftsgeschichte, 1995.
- Wohlfahrtsgesellschaft und Wohlfahrtsstaat. Bürgerliche Sozialreform und Welfare State Building in den USA und in Deutschland 1880–1940. Göttingen, Vandenhoeck & Ruprecht, 2008.
- Nordamerika seit 1600 (= Neue Fischer Weltgeschichte, Bd. 18). Frankfurt/M., S. Fischer Verlag, 2022.

### Herausgeberschaften
- Staat, Nation, Demokratie. Traditionen und Perspektiven moderner Gesellschaften. Festschrift für Hans-Jürgen Puhle, Göttingen 2001, ISBN 3-525-36259-5.
- Imaging Vienna. Innensichten, Außensichten, Stadterzählungen (zusammen mit Monika Sommer und Ursula Prutsch), Wien 2006.
- Nordamerika. Geschichte und Gesellschaft seit dem 18. Jahrhundert. Wien 2009 (zusammen mit Margarete Grandner).
- Die ‚Österreichische Revolution‘ 1918/19. Zur Problematik einer alten Meistererzählung der Zeitgeschichte in Österreich (Zeitgeschichte. Jg. 41, 2014, H. 6, zusammen mit Birgit Kirchmayr).
- 50 Jahre Johannes Kepler Universität. Eine "Hochschule neuen Stils" (zusammen mit Maria Wirth und Andreas Reichl). Wien 2016.
- 50 Jahre Johannes Kepler Universität Linz: Innovationsfelder in Forschung, Lehre und universitärem Alltag (zusammen mit Maria Wirth und Andreas Reichl). Wien 2017.
- Region und Welt/Regione e mondo (= Geschichte und Region/Storia e regione, Jg. 30, 2021, H. 1, Innsbruck-Wien-Bozen 2021, zus. mit Francesca Brunet und Ernst Langthaler).
- Österreichische Zeitgeschichte. Zeitgeschichte in Österreich. Eine Standortbestimmung in Zeiten des Umbruchs (zusammen mit Dirk Rupnow). Wien 2021, ISBN 978-3-205-20928-7 (= Böhlaus Zeitgeschichtliche Bibliothek 41).[1]

## Auszeichnungen
- Forschungspreis der Josef-Popper-Nährpflicht-Stiftung für seine Habilitationsschrift (2007)
- David-Thelen-Award der Organization of American Historians für den besten nicht-englischsprachigen Aufsatz zur amerikanischen Geschichte (2008)